# Земцы (посёлок, Тверская область)
Земцы́ — посёлок сельского типа в Нелидовском районе Тверской области. Центр Земцовского сельского поселения.

## География
Находится в 24 километрах к западу от районного центра Нелидово. В посёлке — одноимённая железнодорожная станция на линии «Москва — Рига» (Октябрьская железная дорога). В 8 км к северу от посёлка проходит автомагистраль «Балтия» (323 км от МКАД).
От станции отходит железнодорожная ветка на посёлок Жарковский.

## История
Возник как пристанционный посёлок при строительстве Московско-Виндавской железной дороги. Станция Земцы открыта в 1901 году, расстояние от Рижского вокзала 360 км. Название — по соседней деревне Земцы (к западу от посёлка, на берегу реки Ущица). В то время это была территория Бельского уезда Смоленской губернии.
В 1997 году — 643 хозяйства, 1376 жителей. Домостроительный комбинат, АОЗТ ЛПХ «Нелидовский», 3 лесничества, службы Октябрьской железной дороги, средняя школа, детский сад, дом культуры, библиотека, больница, амбулатория, аптека, отделение связи, филиал сбербанка, магазины.
К лету 2013 года домостроительный комбинат закрылся, библиотека объединена с библиотекой средней школы, из 3х лесничеств осталось одно.

## Известные люди
В посёлке родился педагог, учёный, доктор социологических наук В. Б. Моторин, а также доктор геолого-минералогических наук Н. И. Селиверстов.

## Население
| 2002 | 2010 |
| ---- | ---- |
| 1177 | ↘990 |

Национальный состав
Согласно результатам переписи 2002 года, в национальной структуре населения русские составляли 94 % от жителей.